# La Vengeance de Lady Morgan
Pour plus de détails, voir Fiche technique et Distribution.
La Vengeance de Lady Morgan (La vendetta di Lady Morgan) est un film d'épouvante italien réalisé par Massimo Pupillo, sorti en 1965.

## Synopsis
Écosse, 1865. Susan Blackhouse, 20 ans, est la dernière représentante d'une noble lignée. Elle en est l'héritière avec son vieil oncle, Sir Neville. Alors qu'elle est courtisée par un nobliau moins riche qu'elle, Sir Harold Morgan, elle lui préfère Pierre Brissac, un architecte français, dont elle est amoureuse. Un amour est réciproque mais il doit repartir en France. Il lui promet de l'épouser lorsqu'il sera de retour.
Lors de son voyage sur un bateau, Pierre est jeté à la mer par Roger, un proche de Morgan. Gravement blessé, il est devenu amnésique et hospitalisé en France. Il a tout oublié y compris Susan...
Chez les Blackhouse, en Écosse, la nouvelle de la mort de l'architecte est annoncée. Anéantie, Susan n'a pas d'autre choix que d'épouser Morgan afin d'honorer une promesse faite à son oncle. Après le mariage, Susan part se reposer chez son oncle tandis que Morgan s'occupe de son château. À son retour, elle découvre que tout le personnel a été remercié et que son mari a engagé des nouvelles personnes pour les postes de gouvernante, de majordome et de domestique.
Morgan a introduit trois complices, dont Roger, dans la demeure pour se débarrasser de Susan. Il n'est pas amoureux d'elle mais il veut mettre la main sur son héritage. Rendue folle par son mari et ses serviteurs, elle se suicide. Le plan machiavélique de Morgan a fonctionné. Mais Lady Morgan revient d'entre les morts pour assouvir sa vengeance...

## Fiche technique
- Titre original : La vendetta di Lady Morgan
- Titre français : La Vengeance de Lady Morgan
- Réalisation : Massimo Pupillo
- Scénario : Gianni Grimaldi
- Montage : Mariano Arditi
- Musique : Piero Umiliani
- Photographie : Oberdan Troiani
- Production : Franco Belotti
- Société de production et distribution : I.N.D.I.E.F.
- Pays d'origine :  Italie
- Langue originale : italien
- Format : Noir et blanc
- Genre : épouvante
- Durée : 88 minutes
- Dates de sortie : 
  -  Italie : 16 décembre 1965

## Distribution
- Barbara Nelli : Lady Susan Morgan
- Paul Müller : Sir Harold Morgan
- Michel Forain : Pierre Brissac
- Carlo Kechler : Sir Neville Blackhouse
- Erika Blanc : Lilian
- Gordon Mitchell : Roger